# Barrio del Progreso

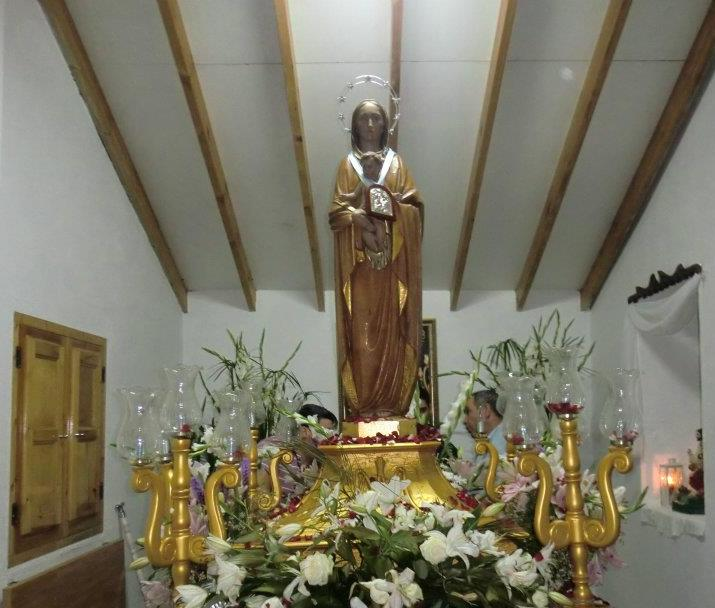
Patrona del Barrio del Progreso, Murcia.

Barrio el Progreso es un barrio constituido por un núcleo principal de población y un diseminado de huerta circundante, perteneciente a la pedanía de San Benito, en el municipio de Murcia, llamado antiguamente Barrio de las Ranas, debido a que está enclavado en plena huerta y en sus brazales y acequias abundaban estos anfibios. 

## Geografía

### Ubicación
Se ubica en la parte Este de la citada pedanía de San Benito, lindando en este punto cardinal con la pedanía de Los Garres y Lages; al Norte con los barrios de Santiago el Mayor e Infante Don Juan Manuel y la pedanía de los Dolores; al Oeste con la entidad singular Ermita de Patiño y al Sur con las pedanías de Algezares y Los Garres y Lages.

### Economía
La actividad agrícola, en la que destacaba el cultivo de los agrios, melocotoneros, hortalizas y cultivos forrajeros, ha ido dejando paso a la actividad comercial e industrial, habiéndose ubicado en la zona importantes comercios y almacenes de muebles y maderas, de material metalúrgico, de materiales para la construcción, de reparación de automóviles, etc., que han dinamizado la actividad económica del barrio.

## Historia
Debió ser fruto de la concentración de vecinos en torno a un nudo principal de comunicación, en este caso, en un punto intermedio de la carretera que comunica la pedanía de Algezares y otros pueblos y tierras ubicadas en las laderas de la sierra de Carrascoy, con la ciudad de Murcia. A la existencia de un vial importante solía unirse la agrupación de casas y barracas pertenecientes a los labradores, sirvientes y arrendatarios en torno a alguna de las fincas, caseríos o "torres" que se extendían por toda la huerta y que circundaban el casco urbano. En el caso del Barrio del Progreso el centro atrayente pudo ser, muy probablemente, la finca conocida como Torre de Caradoc. A esas edificaciones se unirán otras en la que se instalarán pequeños comercios, fondas y tabernas donde habituallarse, no solo los habitantes del lugar sino también el gran número de viajeros que utilizaban la citada vía de comunicación con Algezares, siendo este un lugar intermedio de parada y descanso.

## Monumentos
La Torre Caradoc es su lugar más emblemático. Se trata de un antiguo caserón del siglo XIX en plena huerta.

## Fiestas patronales
La patrona es Nuestra Señora de la Esperanza. Se celebran las fiestas en su honor la segunda semana de septiembre.